# NGC 5954
NGC 5954 is een balkspiraalstelsel in het sterrenbeeld Slang. Het hemelobject ligt 93 miljoen lichtjaar van de Aarde verwijderd en werd op 17 april 1784 ontdekt door de Duits-Britse astronoom William Herschel.

## Synoniemen
- UGC 9904
- MCG 3-40-6
- ZWG 107.8
- KCPG 468B
- Arp 91
- VV 244
- PGC 55482